# 괴될뢰구

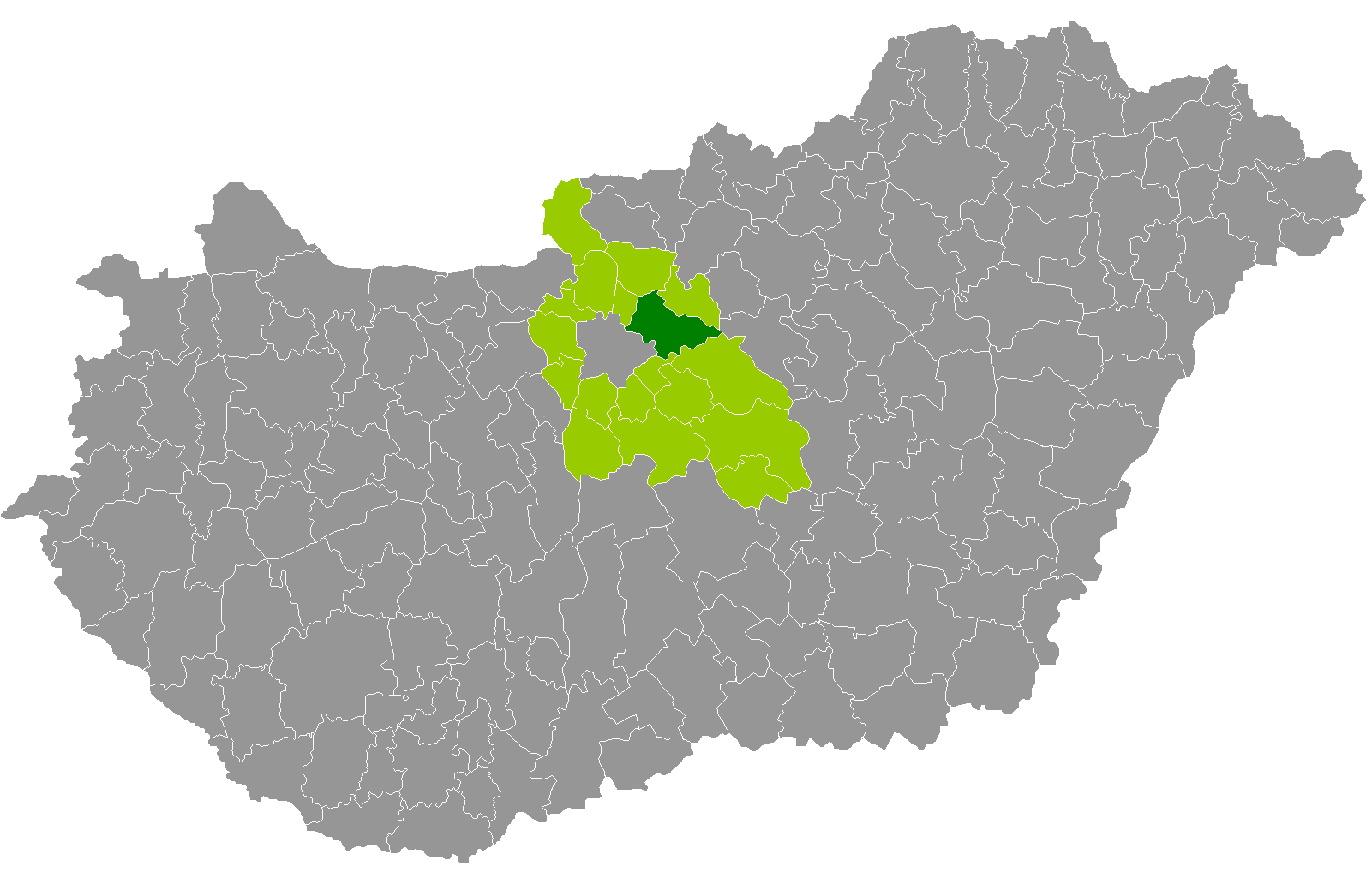
페슈트주 지도에 표시된 괴될뢰구의 위치

괴될뢰구(헝가리어: Gödöllői járás)는 헝가리 페슈트주에 위치한 구로 구청 소재지는 괴될뢰이며 면적은 449.66km2, 인구는 139,826명(2011년 기준), 인구 밀도는 310명/km2이다.
북동쪽으로는 어소드구, 남동쪽으로는 너지카터구, 남쪽으로는 베체시구, 남서쪽으로는 부다페스트, 서쪽으로는 두너케시구, 북서쪽으로는 바츠구와 접한다. 15개 지방 자치체(6개 시, 9개 마을)를 관할한다.

구 문장